# Saida Gunba
Saida Gunba (gruzinsko საიდა გუმბა), gruzinska atletinja, * 30. avgust 1959, Suhumi, Sovjetska zveza.
Nastopila je na poletnih olimpijskih igrah leta 1980, leta ko je osvojila srebrno medaljo v metu kopja.